# Leucania pampa
Leucania pampa là một loài bướm đêm trong họ Noctuidae.